# Panaon (Insel)
Panaon ist eine Insel der Philippinen in der Provinz Southern Leyte.

## Geographie
Die Insel liegt südlich von Leyte und wird durch die Straße von Surigao von Dinagat im Osten und Mindanao im Südosten getrennt. Die Mindanaosee liegt südwestlich.
Panaon ist von Norden nach Süden 32 km lang. Die größte Stadt ist Liloan, welche durch die sogenannte Wawa Bridge mit der Hauptinsel Leyte verbunden ist.
Panaon besteht aus den Stadtgemeinden Liloan, San Francisco, Pintuyan und San Ricardo. 

## Demographie und Sprache
Die Insel ist besiedelt von verschiedenen Volksgruppen, den Visayan und den Cebuano sowie den Waray.
Es wird vor allem Cebuano und Wáray-Wáray gesprochen. Daneben sind Englisch und Tagalog  ebenso verbreitete Kommunikationsmöglichkeiten. 
Die Mehrheit der Bevölkerung ist christlich geprägt und gehört dem Römisch-Katholischen Glauben an.

## Wirtschaft
Die häufigste Form des Lebensunterhaltes besteht im Ernten von Kokosnüssen, Reis und essbaren grünen Blättern sowie dem Fischen.

## Tourismus
Gerätetauchen (besonders nach Walhaien) und Walbeobachtung (lokal Tikitiki genannt) sind populäre Touristen-Attraktionen.
Eine besondere Attraktion ist das zur Ortschaft San Francisco gehörende Napantao, dessen Unterwasserwelt sowohl zum Schnorcheln als auch zum Gerätetauchen einlädt.